# Derek Kage
Derek Kage (ur. 29 maja 1984 w Huntsville w stanie Alabama) – amerykański aktor filmów pornograficznych, aktywista społeczny.

## Życiorys
Jest jedynakiem i był wychowywany przez samotną matkę, poza tym nie zna tożsamości swojego ojca. Studiował finanse i ekonomię, jest magistrem nauk politycznych oraz uzyskał licencję pilota w United States Air Force, gdzie pracował przed rozpoczęciem kariery w branży pornograficznej. Ukończył kurs aktora głosowego. Na około dwa lata przed profesjonalnym debiutem w branży porno chorował na alkoholizm i cierpiał na depresję. W związku z chęcią rozpoczęcia kariery w branży pornograficznej został porzucony przez męża, a niedługo później podjął nieudaną próbę samobójczą.
Działalność w branży pornograficznej rozpoczął od uruchomienia w 2020 profilu na platformie OnlyFans, na której publikował filmy erotyczne m.in. z udziałem aktorów, takich jak Scott Demarco, Drew Valentino czy Ray Diesel. W lutym 2022 podpisał kontrakt z wytwórnią Fetish Men, dla której nagrał swoją pierwszą scenę z Dillonem Diazem. Na początku kariery nagrał też scenę z Grantem Ducatim dla studia Trailer Trash Boys. Wystąpił także w filmach wytwórni: RawFuckClub.com, Lucas Entertainment, Next Door Entertainment, Active Duty i Raging Stallion. Według redakcji portalu Str8UpGayPon w 2023 zajął trzecie miejsce w rankingu debiutantów w gejowskim porno. W 2024 otrzymał nagrodę dla najlepszego debiutanta i najlepszego aktora głównego (za rolę w filmie Overdrive) na gali rozdania GayVN Awards oraz nagrodę XBIZ dla gejowskiego wykonawcy roku.
W sierpniu 2023 uruchomił podcast Derek Kage: My Sultry Stories, w którym opowiada erotyczne historie nawiązujące do jego przygód seksualnych. W 2024 nawiązał współpracę z The Pride Store, by zebrać pieniądze i zwiększyć świadomość na temat organizacji Free Speech Coalition, która zapewnia pracownikom branży pornograficznej możliwość wyrażania siebie bez obawy przed cenzurą i prześladowaniami.
Jest rozwiedziony. Mieszka w Utah.